# Туст, Эло
Эло Туст (эст. Elo Tust; род. 2 июля 1954, Таллин) — эстонский советский режиссёр кино и телевидения.

## Биография
Родилась в 1954 году в Таллине.
После окончания средней школы в 1972—1974 годах работала помощником режиссера на Эстонском телевидении.
В 1975 году поступила на режиссёрский факултетт ВГИКа (мастерская Георгия Данелии), который окончила в 1979 году по специальности режиссёр телевизионного и художественного кино.
В 1979—1993 годах — режиссёр на киностудии «Таллинфильм», снимала телесюжеты и телепередачи для Эстонского телевидения, в частности — режиссёр шестнадцати выпусков киножурнала «Советская Эстония», как кинорежиссёр, однако, сняла только два короткометажных телефильма: Гость (1979, дипломная ВГИКовская работа) и «Вызов» (1988).
В 1993—1998 годах работала в Эстонском киноархиве систематизатором фильмов.
В 1998—2005 годах — исполнительный директор Эстонской ассоциации кино.

## Фильмография
В качестве режиссёра сняла два короткометражных телефильма:
- 1979 — Гость / Külaline
- 1988 — Вызов / Nõid